# Facultad de Ingeniería de Sistemas e Informática (Universidad Nacional Mayor de San Marcos)
La Facultad de Ingeniería de Sistemas e Informática de la Universidad Nacional Mayor de San Marcos (siglas: FISI-UNMSM) es una de las veinte facultades que conforman dicha universidad. La facultad en la actualidad, dentro de la organización de la universidad, forma parte del área de Ingenierías y cuenta con las escuelas académico-profesionales de Ingeniería de Sistemas, Ciencias de la Computación y, de Ingeniería de Software, que brindan tanto estudios de pregrado como de postgrado. Se encuentra ubicada dentro de la ciudad universitaria.